# حوزه انتخابیه بیست‌ویکم فلوریدا
حوزه انتخابیه بیست‌ویکم فلوریدا یک حوزه انتخابیه مجلس نمایندگان آمریکا است که در ایالت فلوریدا قرار دارد.